# Deuxième circonscription de Hokkaidō
La deuxième circonscription de Hokkaidō (北海道第2区, Hokkaidō dai-ni-ku) est l'une des douze circonscriptions législatives que compte la préfecture de Hokkaidō au Japon.

## Description géographique
La deuxième circonscription de Hokkaidō correspond, dans la ville de Sapporo, à l'arrondissement de Higashi et à la majorité de l'arrondissement de Kita,. Elle comprenait à sa création tout l'arrondissement de Kita mais en a perdu une partie au profit de la première circonscription en 2017,.

## Députés
| Législature | Début de mandat | Fin de mandat | Député élu           | Parti politique | Parti politique |
| ----------- | --------------- | ------------- | -------------------- | --------------- | --------------- |
| 41e         | 1996            | 2000          | Jun'ichi Osanai (ja) |                 | Shinshintō      |
| 42e         | 2000            | 2003          | Takamori Yoshikawa   |                 | PLD             |
| 43e         | 2003            | 2005          | Wakio Mitsui (ja)    |                 | PDJ             |
| 44e         | 2005            | 2009          | Wakio Mitsui (ja)    |                 | PDJ             |
| 45e         | 2009            | 2012          | Wakio Mitsui (ja)    |                 | PDJ             |
| 46e         | 2012            | 2014          | Takamori Yoshikawa   |                 | PLD             |
| 47e         | 2014            | 2017          | Takamori Yoshikawa   |                 | PLD             |
| 48e         | 2017            | 2021          | Takamori Yoshikawa   |                 | PLD             |
| 48e         | 2021            | 2021          | Kenkō Matsuki (ja)   |                 | PDC             |
| 49e         | 2021            | 2024          | Kenkō Matsuki (ja)   |                 | PDC             |
| 50e         | 2024            | -             | Kenkō Matsuki (ja)   |                 | PDC             |